# Sphinx de la garance
Hyles gallii
Espèce
Le Sphinx de la garance (Hyles gallii) est une espèce de lépidoptères de la famille des Sphingidae et de la sous-famille des Macroglossinae.

## Noms vernaculaires
En français, le nom vernaculaire principal est le « Sphinx de la garance ». 
Au Québec, l'espèce est appelée « Sphinx du gaillet », nom qui tend à se répandre sur le net en Europe à la suite de la consultation par certains observateurs de sites canadiens. Ce terme n'a cependant jamais été employé pendant deux siècles de littérature entomologique européenne, et devrait être réservé aux spécimens canadiens. Cela a son importance, car les spécimens du nouveaux monde diffèrent significativement de ceux des continents européen et asiatique, à tel point qu'on en avait fait une sous-espèce; H. g. intermedia Kirby, 1837. La synonymie de cette sous-espèce avec H. g. gallii est actuellement en discussion.[réf. nécessaire]

## Systématique
L'espèce Hyles gallii a été décrite par l'entomologiste allemand S. A. von Rottemburg en 1775, sous le nom initial de Sphinx gallii . Sa localité type est l'Allemagne.
Hyles gallii est l'espèce type pour le genre Hyles.

### Synonymie
- Sphinx gallii von Rottemburg, 1775 Protonyme
- Sphinx galli Denis & Schiffermüller, 1775[2]
- Sphinx epilobii Harris, 1833
- Deilephila intermedia Kirby, 1837[3]
- Deilephila chamaenerii Harris, 1839[4]
- Deilephila oxybaphi Clemens, 1859[5]
- Deilephila canadensis Guenée, 1868 [6]
- Deilephila galii Kirby, 1892
- Celerio gallii grisea Tutt, 1904
- Celerio gallii incompleta Tutt, 1904
- Celerio gallii lata Tutt, 1904
- Celerio gallii pallida Tutt, 1904
- Celerio gallii stricta Tutt, 1904
- Celerio galii Kuznetsova, 1906
- Deilephila gallii dentata Gschwandner, 1912
- Deilephila gallii lutea Gschwandner, 1912
- Deilephila gallii maculifera Klemensiewicz, 1912
- Deilephila gallii cuspidata Fritsch, 1916
- Celerio gallii flavescens Closs, 1920
- Celerio gallii scholzi Stephan, 1924
- Celerio gallii chishimana Matsumura, 1929 [7]
- Celerio gallii sachaliensis Matsumura, 1929
- Celerio gallii grisescens Bandermann, 1932
- Celerio gallii testacea (Wladasch, 1933)
- Celerio gallii postrufescens Lempke, 1959
- Celerio gallii nepalensis Daniel, 1960[8]
- Celerio gallii heliophila Eichler, 1971
- Celerio gallii tibetanica Eichler, 1971[9]

## Description
- Envergure du mâle : de 29 à 34 mm.

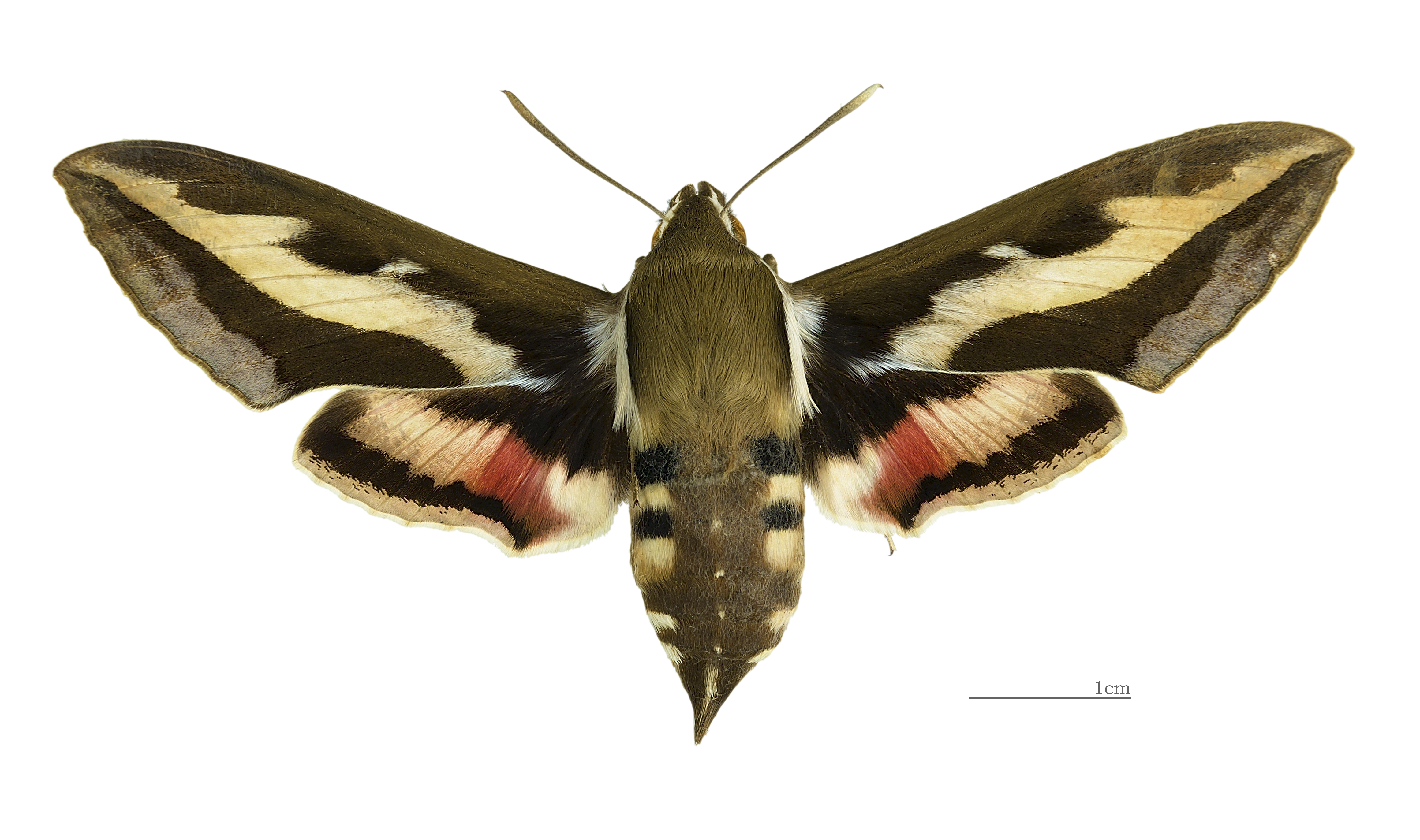
Face dorsale ♀ - MHNT
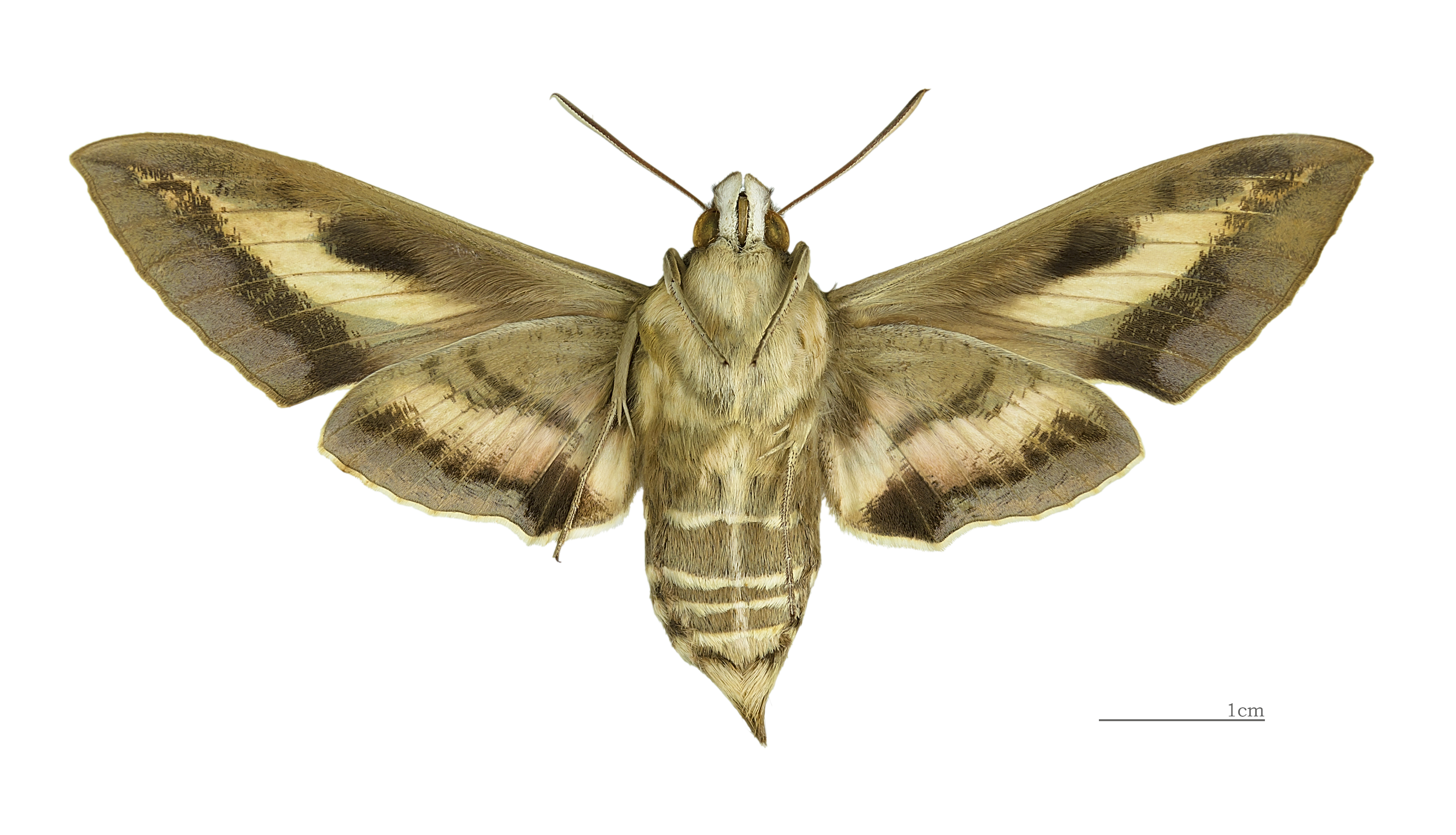
Face ventrale ♀ - MHNT
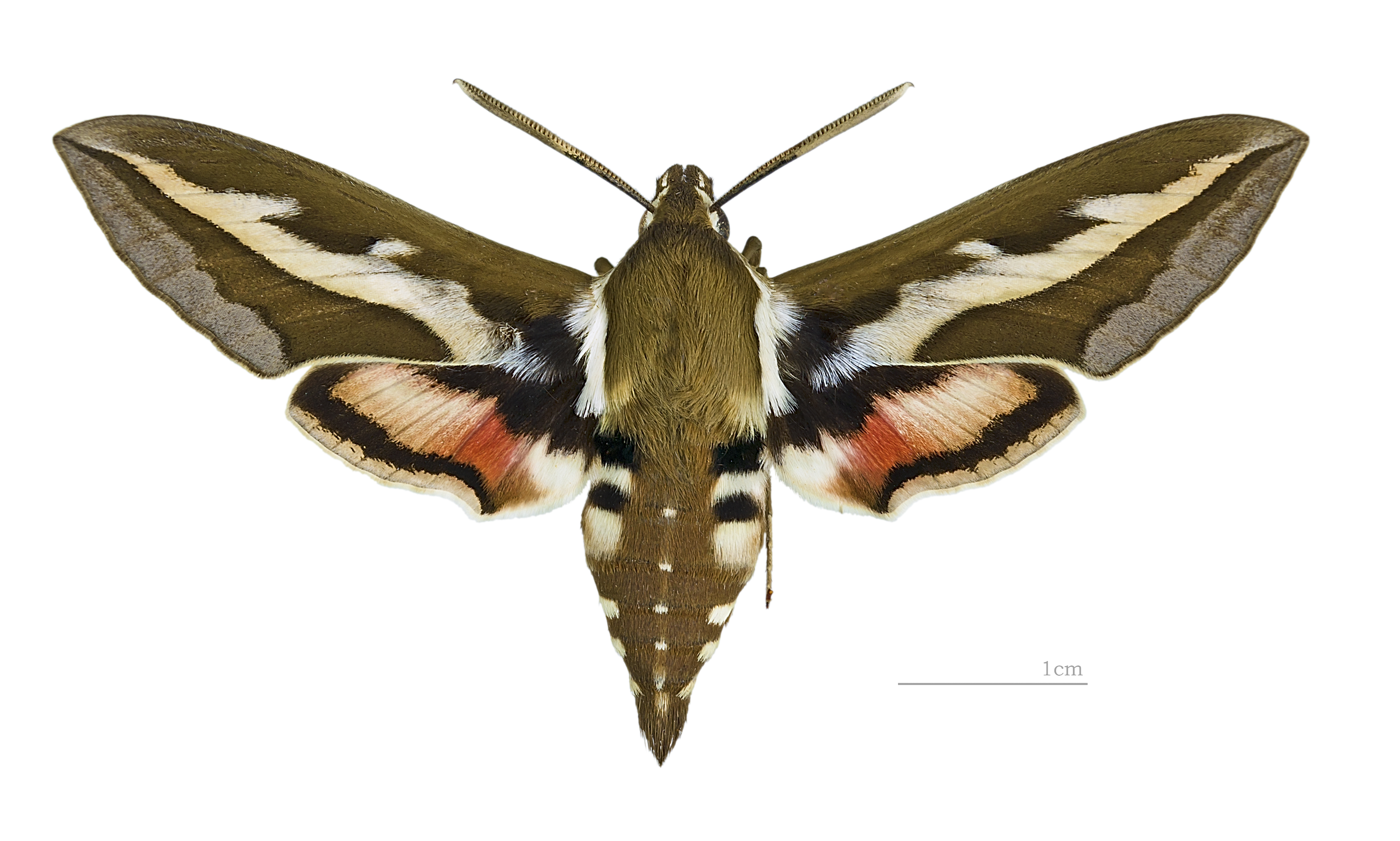
Face dorsale ♂ - MHNT
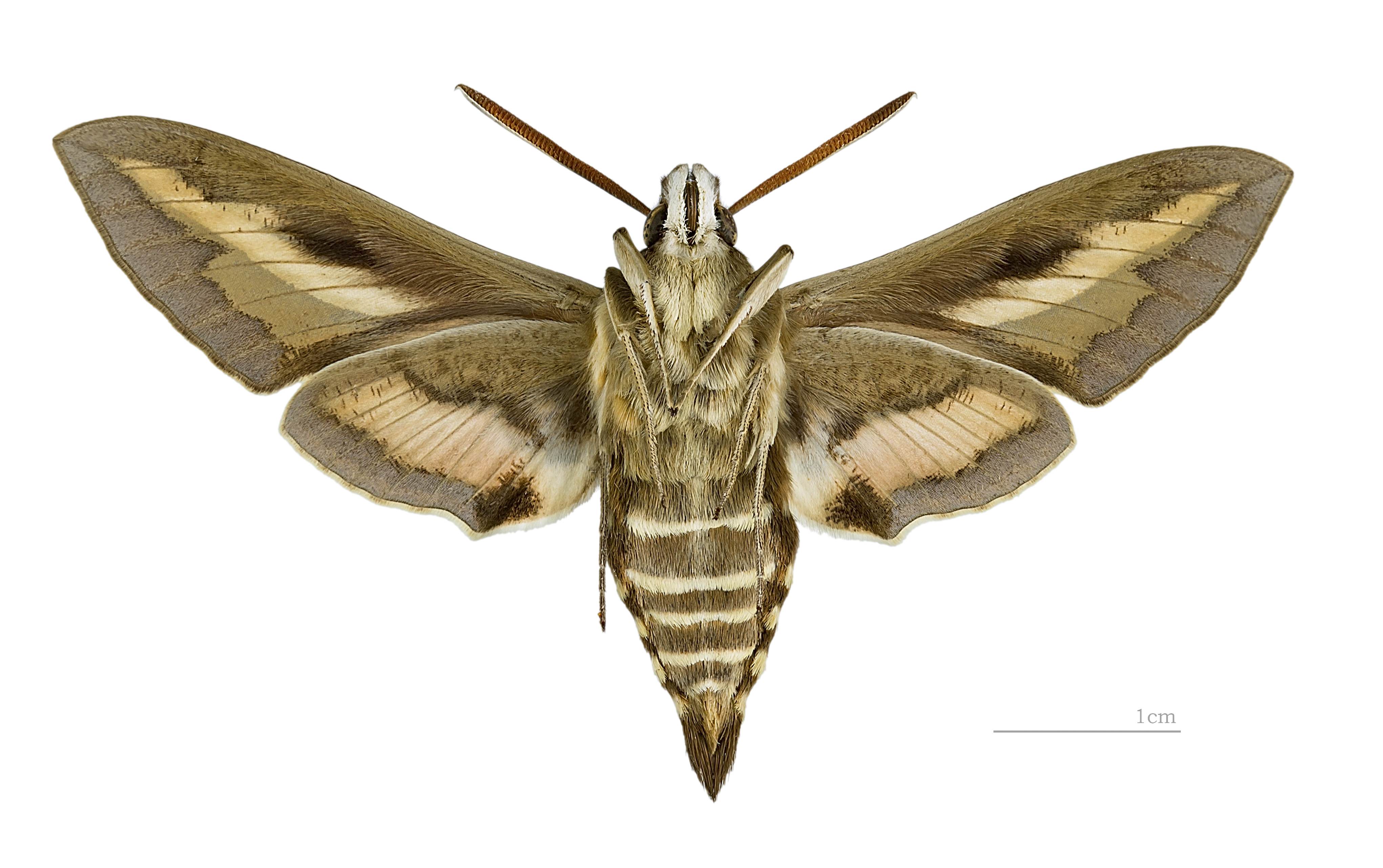
Face ventrale ♂ - MHNT

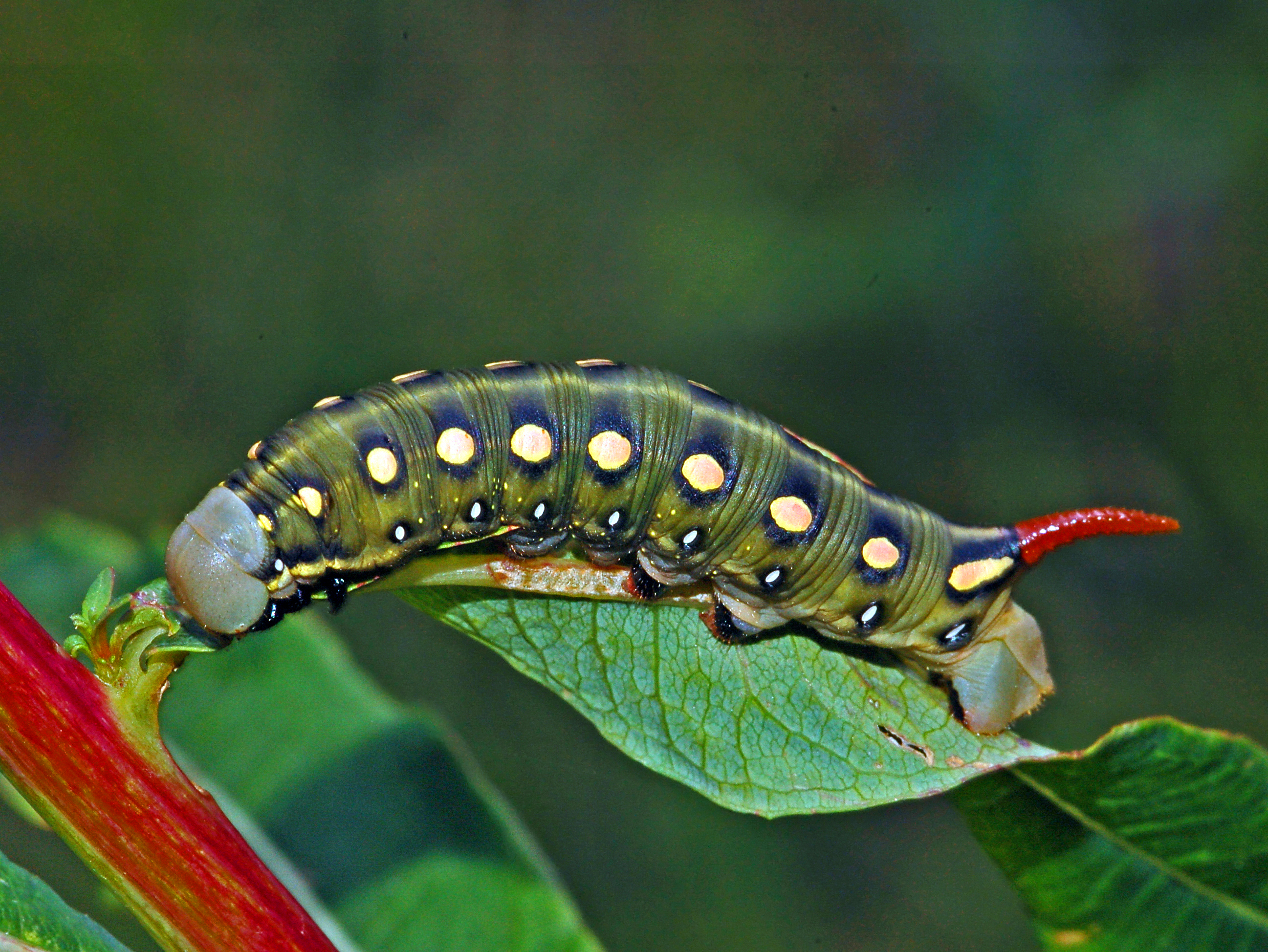
Chenille
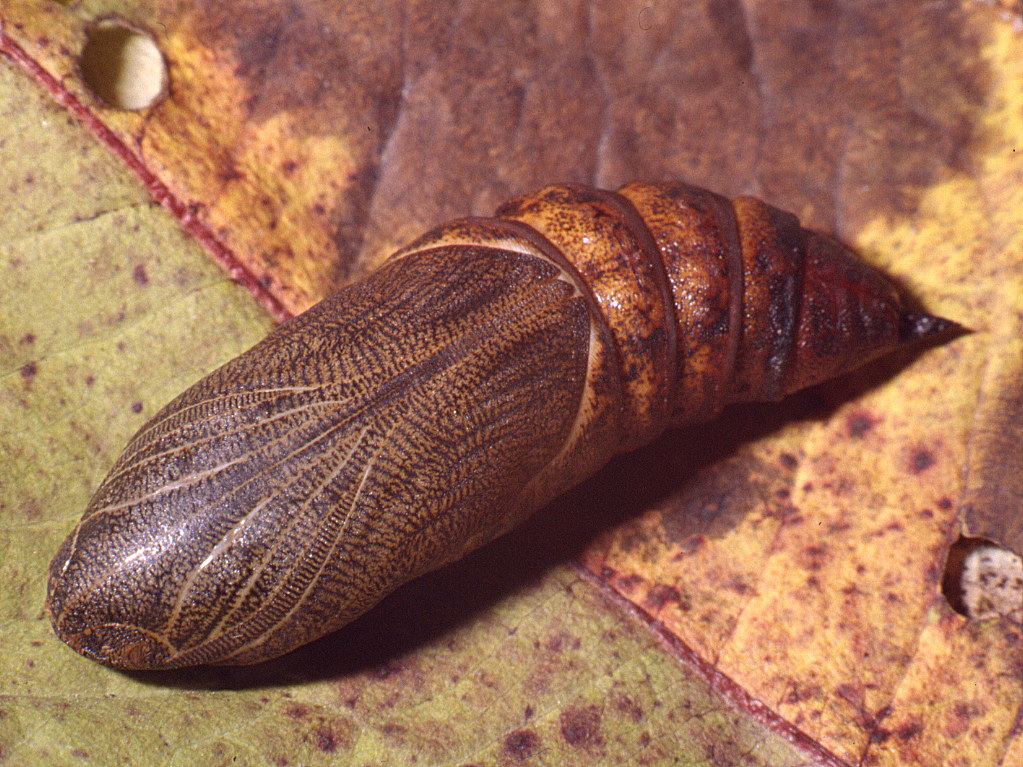
Chrysalide
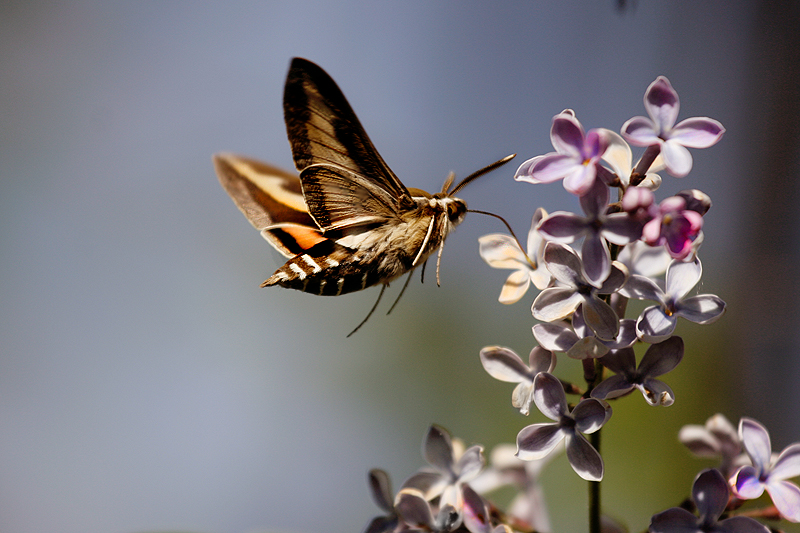
Imago en vol
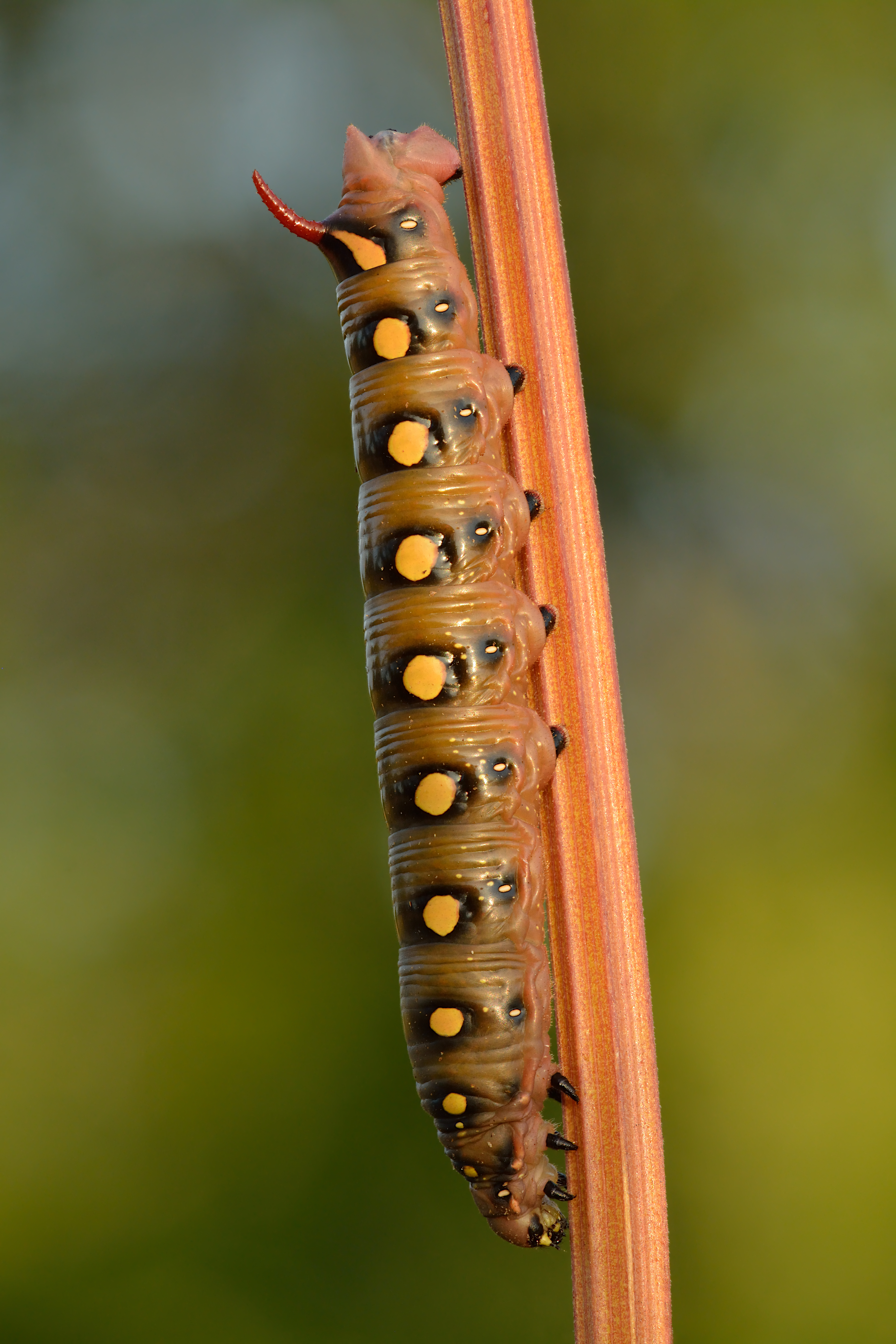
Autre chenille

## Répartition
Espèce holarctique.

## Biologie
- Période de vol : de mai à octobre en une ou deux générations selon les régions.
- Habitat : lieux sablonneux ou calcaires.
- Plantes-hôtes : Betula verrucosa, Salix, Epilobium montanum, Chamerion angustifolium, Godetia amoena, Clarkia, Fuchsia, Circaea, Plantago major, Galium aparine, Galium mollugo, Galium verum [10].

## Évolution des populations
Cette espèce est nettement moins abondante depuis l'arrêt des cultures de la garance des teinturiers (Rubia tinctorum), dont on extrayait autrefois un colorant rouge.